# Ciudad de Toledo
El Ciudad de Toledo es un Buque de la Serie Monasterios construido en 1956 en el astillero Euskalduna, cuyo armador fue la Compañía Trasmediterránea.

## Historia
Su primera asignación fue realizar un viaje por diversos países como exposición flotante para mostrar los productos españoles.
El buque recorrió 30 puertos en 16 países, empezando en Bilbao el 10 de agosto de 1956 y terminando en Barcelona el 22 de diciembre del mismo año. Fue desguazado en 1978.